# Bénigne-Léon Le Couteulx du Molay
Pour l’article homonyme, voir Le Couteulx.
Bénigne-Léon, baron Le Couteulx du Molay, est une personnalité politique française née le 4 novembre 1810 à Dijon dans le département de la Côte-d'Or et mort le 13 décembre 1878 au château de Courcelles (commune de Gif-sur-Yvette).
Il exerce ses mandats politiques au cours de la monarchie de Juillet et du Second Empire en occupant des postes de député, conseiller général et maire.

## Biographie
Originaire d'une famille de banquiers normande, fils du préfet Jacques Félix Le Couteulx du Molay et d'Alexandrine Le Couteulx de La Noraye, et petit-fils de Jacques-Jean Le Couteulx du Molay, Bénigne Le Couteulx du Molay se lance assez tôt dans une carrière diplomatique. Dans ce cadre, il accompagne notamment l'homme d'État français Talleyrand à Londres (Angleterre) en qualité de troisième secrétaire.
Après avoir donné sa démission, il se fixe dans le département du Loiret où il possède de grandes propriétés, dont le château de Meung-sur-Loire. Il devient maire de Meung et conseiller général du canton de Meung de 1836 à 1871.
Il est élu le 1er août 1846 député du troisième collège du Loiret (Orléans) ; il vote avec la majorité conservatrice.
Il quitte la vie politique après la révolution de 1848. Membre de la commission supérieure des haras, il reçoit en cette qualité la croix de la Légion d'honneur, le 14 août 1865.
Il épouse Marie-Alix Boigues, fille de Bertrand Boigues, officier de cavalerie et cofondateur des usines de Fourchambault, et d'Hyacinthe Delphine Canuel.
Il meurt à 68 ans le 13 décembre 1878 au château de Courcelles (commune de Gif-sur-Yvette).

## Sources
- « Bénigne-Léon Le Couteulx du Molay », dans Adolphe Robert et Gaston Cougny, Dictionnaire des parlementaires français, Edgar Bourloton, 1889-1891 [détail de l’édition]